# Mato (Aranga)
Mato (llamado oficialmente O Mato) es un lugar español situado en la parroquia de Fervenzas, del municipio de Aranga, en la provincia de La Coruña, Galicia.

## Demografía
| Gráfica de evolución demográfica de Mato entre 2000 y 2018 |
|                                                            |
| Datos según el nomenclátor publicado por el INE.           |